# Alikvotní zpěv
Alikvotní zpěv, nebo též hrdelní zpěv, harmonický zpěv, je zvláštní druh zpěvu založený na vědomém zesílení alikvotních tónů pomocí jemné práce s rezonančním prostorem v ústech a polohou jazyka. Jedná se tak vlastně o techniku dvojhlasého zpěvu, kdy pokaždé zní základní tón a současně s ním o příslušný interval vyšší alikvotní tón.[zdroj⁠?!]

## Historie a tradiční formy
Tato technika se vyvinula výhradně v mimoevropských hudebních kulturách, a to především v Tuvě a v Tibetu. V Tibetu je harmonický zpěv součástí meditace tamějších mnichů. Dvojhlasost zpěvu, tedy rozeznění alikvotních tónů však není záměrem a cílem, ale vlastně jakýmsi vedlejším produktem meditace. Alikvoty vznikají, protože při meditaci se zpívá velmi pomalu, soustředěně a hluboko. (viz technika)[zdroj⁠?!]
V Tuvě je alikvótní zpěv součástí tradiční kultury (je nazýván Chöömej) a takto tam zpívají především pastevci. Existuje několik různých druhů tuvanského alikvotního zpěvu, všechny jsou však založeny na nápodobě přírodních zvuků, větru, zpěvu ptáků apod. V Evropě nebyl harmonický zpěv provozován až do dvacátého století. V souvislosti s nárůstem zájmu klasicky vzdělaných evropských hudebníků a hudebních skladatelů o mimoevropské hudební kultury byla tato technika objevena a vůbec prvním Evropanem, který se ji naučil byl Karlheinz Stockhausen. V sedmdesátých letech byl pak tento styl zpěvu objeven širší hudební veřejností mimo jiné v souvislosti s šířením hnutí New age. Od té doby se alikvotním zpěvem zabývá mnoho lidí po celém světě a od té doby se také datuje nová epocha pro alikvotní zpěv. Ten se nyní vyvíjí mimo své původní tradiční kultury do různých nových forem.[zdroj⁠?!]

## Využití
Harmonický zpěv je využíván k více účelům. Velmi často slouží svému původnímu účelu, tedy jako prostředek a vůbec způsob meditace. Co se týká tohoto způsobu využití, není ani tak důležitá hudební úroveň, ale spíše fakt, že harmonický zpěv vyžaduje velké soustředění a pozornost, což jsou schopnosti s meditací úzce související.[zdroj⁠?!]
Harmonický zpěv je také využíván jako terapeutická metoda. Není však uznán oficiální západní muzikoterapií jako skutečně efektivní. Nutno dodat, že také není skoro vůbec prozkoumán, především proto, že se stále vlastně jedná o novinku.[zdroj⁠?!]
Alikvotní zpěv se nejčastěji využívá k hudebním účelům. Zde se dá říci, že evropská kultura harmonický zpěv velmi obohatila. Vzhledem k tomu, že měl tradicí dané a omezené využití, neměl tolik vyvinutou techniku a zůstával stále stejný. V evropském prostředí někteří zpěváci dovedli harmonický zpěv na virtuózní úroveň a hranice se dále rozšiřují. Dalším důležitým přínosem je využití alikvotního zpěvu v kompozici, resp. psaní, či aranžování skladeb ryze západního charakteru s využitím alikvotního sboru. Tradičně se alikvotní zpěv prováděl pouze sólově nebo unisono. Vytvořením sboru z alikvotních zpěváků pak vzniká těleso s velkým zvukovým potenciálem, radikálně vzrůstají možnosti skladatele, který může využít jak nádherného zvuku, tak dvojhlasosti zpěvu a obrovského tonálního rozsahu a intonačních možností alikvotního sboru. Tato možnost zůstává stále téměř nevyužita a to hned z několika důvodů:
Západní hudba stále ještě alikvotní zpěv zcela nepřijala a proto existuje určitá propast mezi skladateli a interprety vážné hudby a interprety alikvotního zpěvu.[zdroj⁠?!]
Druhým důvodem je, že alikvotní zpěv, ač byl vytržen z duchovního prostředí, je s ním dále spojován a mnoho evropských alikvotních zpěváků tvrdí, že duchovní a hudební rovina jsou u alikvotního zpěvu zcela neoddělitelné. Některé aspekty západního přístupu k hudbě jsou proto z tohoto pohledu vlastně mimo oblast alikvotního zpěvu.[zdroj⁠?!]
Za třetí, vzniká problém s laděním, jakmile by měl být alikvotní zpěv doprovázen jakýmkoli hudebním nástrojem, který produkuje tóny (ne šramoty jako například bicí a perkuse - ty jsou k doprovodu alikvotního zpěvu využívány často). Alikvotní zpěv  funguje na principu přirozeného ladění, ale v evropské hudbě se už od osmnáctého století využívá temperovaného ladění. Stejný princip (rozdílnost ladění) způsobuje i potíže při kompozici skladeb pro alikvotní sbory.
K vytvoření solidní tradice ještě nebylo dost času. Alikvotní zpěv ve své evropské podobě se skutečně profesionálně provozuje maximálně třicet let.[zdroj⁠?!]

## Technika
Zcela základní pro harmonický zpěv je trpělivost. Úplné začátky totiž nejsou příliš jednoduché. Stručně a zjednodušeně řečeno technika alikvotního zpěvu spočívá vlastně ve velmi pomalém přezpívávání samohláskové řady U - O - A - E - I, přičemž jednotlivé alikvóty je třeba trpělivě nalézat a rozeznívat právě mezi těmito samohláskami.[zdroj⁠?!]
Jak pokračujeme v této řadě dál v prostoru mezi jednotlivými samohláskami totiž zaznívají vzestupně tóny alikvotní řady. (Hlásky jsou i v normální řeči co se týče obsažených frekvencí seřazeny přesně takto, U je nejníže a I nejvýše) Alikvoty se vždy ozývají v okamžiku, kdy je zvuk jaksi na půli cesty mezi nějakými dvěma samohláskami. A proto je právě potřeba řadu přezpívávat velmi pomalu, aby bylo možné všechny alikvóty najít. Tato základní technika se nazývá „NG“, dále existují ještě techniky „bird“ a „gong“.[zdroj⁠?!]
Prvním cílem je tedy vůbec umět vědomě rozeznít určitý alikvotní tón. Dále je možné se zlepšovat v technice ovládání a obratnosti ve výměně alikvótú podle následující stupnice, kterou formuloval David Hykes. Jedná se vlastně o formy alikvotního zpěvu.[zdroj⁠?!]
1. Držet základní tón a nad ním alikvót (to je vlastně již zmíněný základ)
2. Držet základní a nad ním měnit alikvóty
3. Měnit základní i alikvót se zachováním jejich intervalu
4. Držet alikvót a pod ním měnit základní tóny
5. Měnit základní i alikvótní tón zároveň relativně nezávisle na sobě
6. Držet základní tón a pod ním vytvářet velmi nízké subharmonické tóny

Hykesova osnova má ještě další stupně.
K technice zpěvu se dá přistupovat různě a vzhledem k tomu, jak je dnes alikvotní zpěv rozšířen, existuje více přístupů. Většina zpěváků je téměř vždy výrazně ovlivněna tibetským nebo tuvanským alikvotním zpěvem a z něj vychází.

## Interpreti

### Čeští
- Alikvotní sbor Spektrum   a Jan Staněk
- Alikvotní skupina Tashi Deley
- Alikvotní 4
- kytarista Pavel Steidl
- Karel Richard Marinov
- Michal Pustay
- Jana Jasmina Uriel Kratochvílová

### Zahraniční

#### Tradiční
- Huun-Huur-Tu (Tuva)
- Hosoo&Transmongolia (Mongolsko)
- Okna Tsahan Zam (Kalmycko)
- Tyva Kyzy (Daughters of Tuva)
- Yat-Kha (Tuva)
- Altai Kai (Altajská republika)

#### Moderní
- David Hykes (Francie)
- Michael Vetter (Německo)
- Jill Purce (Velká Británie)
- Christian Bollmann
- Stimmhorn (Christian Zehnder) (Švýcarsko)
- Sarah Hopkins (Austrálie)
- Jim Cole & Spectral Voices (USA)
- Steve Sklar (USA)
- Paul Pena (USA)
- Wolfgang Saus (Německo)
- Stuart Hinds (USA)
- The Hu (Mongolsko)